# Нюкоп
Нюкоп (нід. Nieuwkoop, [ˈniukoːp] ( прослухати)) — муніципалітет у Нідерландах, у провінції Південна Голландія.

## Населення
Станом на 31 січня 2022 року населення муніципалітету становило 29297 осіб. Виходячи з площі муніципалітету 78,05 кв. км., станом на 31 січня 2022 року густота населення становила 375 осіб/кв. км.
За даними на 1 січня 2020 року 11,2%  мешканців муніципалітету мають емігрантське походження, у тому числі 6,5%  походили із західних країн, та 4,7%  — інших країн.